# Консдорф (комуна)
Консдорф (люксемб. Konsdref, фр. Consdorf, нім. Consdorf) — комуна Люксембургу. Входить до складу кантону Ехтернах в окрузі Гревенмахер.

## Географія
Площа території комуни становить 25,72 км² (30-е місце за цим показником серед 116 комун Люксембургу).
Висота найвищої точки комуни над рівнем моря становить 393 метрів (64-е місце за цим показником серед комун країни), найнижчої — 219 метрів (38-е місце).

## Демографія
Станом на 2011 рік на території комуни мешкало 1 813 ос.
Динаміка чисельності населення:

## Адміністративний поділ
До складу комуни входять такі поселення:
| Поселення   | Населення за даними переписів: | Населення за даними переписів: | Населення за даними переписів: |
| Поселення   | на 31.03.1981                  | на 01.03.1991                  | на 15.02.2001                  |
| ----------- | ------------------------------ | ------------------------------ | ------------------------------ |
| Брайдвайлер | 108                            | 108                            | 96                             |
| Консдорф    | 766                            | 932                            | 1 200                          |
| Шайдген     | 320                            | 394                            | 449                            |